# Akatsuki (PLH-34)
Pour les articles homonymes, voir Akatsuki.
L'Akatsuki (PLH-34)est un patrouilleur de classe Reimei exploité par les garde-côtes du Japon.

## Conception
La classe Reimei est équipée de deux canons automatiques de 40 mm et de deux JM61 20 mm JM61 de 20 mm, tout comme l'Akitsushima. Les affûts de canons automatiques de 40 mm sont remplacés par des Mk4, qui sont plus légers que les Mk3 montés sur l'Akitsushima. Les deux sont capables d’être contrôlés à distance avec des directeurs optiques.
Les installations aéronautiques sont également similaires à celles de l'Akitsushima, capables de transporter deux hélicoptères Airbus Helicopters H225 Super Puma. Cependant, un seul hélicoptère est normalement transporté sur ce navire.

## Construction et carrière
L'Akatsuki a été mis en chantier le 16 février 2018 et lancé le 10 avril 2020 par Mitsubishi à Nagasaki. Il a été mis en service le 16 février 2021,,.